# Taureau (1865)
«Торо» (фр. Taureau) — броненосний паровий таран, побудований для ВМС Франції в 1865 році. Оснащений тараном як основним озброєнням, він започаткував використання цього класу кораблів у ВМС Франції. Більшу частину своєї кар'єри він провів у Шербурзі до того, як був списаний у 1890 році та розібраний наступного року.

## Конструкція
У 1850-х роках було споруджено броньовані плавучі батареї з насамперед оборонним призначенням. Оскільки розвиток артилерії застав їхню броню застарілою, було вирішено розпочати будівництво кораблів берегової оборони на основі використання тарану, які відповідно, потребували швидкості, аби мати змогу догнати противника. Відповідно французький корабель Анрі Дюпюї-де-Лом сконструював парові тарани, швидкість яких 12,58 вузлів відповідала швидкості морехідних кораблів того часу. Округла надбудова, захищена листовою бронею, забезпечувала значно вищу морехідність корабля, ніж плавучих батарей, які передували йому.
З водотоннажністю 2718 тонн «Торо» мав 150-міліметрову броню на ватерлінії, 50-міліметрова броня прикривала палубу, захищаючи її від влучання снарядів по навісній траєкторії. Крім тарану, на кораблі встановлювалася 240-міліметрова гармата, розміщена у захищеній 120-міліметровими плитами цитаделі.

## Історія
Будівництво «Торо» почалося в арсеналі Тулона 5 жовтня 1863 року. Спущений на воду 10 червня 1865 року. У серпні 1867 року броньований таран залишає Тулон і прибуває до Шербурга, де поміщується у резерв. У липні 1870 року знову включений до активного складу флоту з огляду на початок Франко-пруської війни. Корабель перебував під командуванням фрегат-капітана Дюперре, потім наступного місяця фрегат-капітана Башерона де Бойсуді. 25 жовтня 1890 року остаточно списується.

## Див також
Парові тарани типу «Бел'єр» - кораблі, які стали подальшим розвитком проекту «Торо» 